# Château de la Durette
Le domaine de la Durette est situé au sud de la ville d'Avignon, dans le département de Vaucluse.

## Histoire
Le monument est inscrit aux Monuments historiques par arrêté du 2 août 1996. Depuis 2007, le château de la Durette accueille le GRAB, « Groupe de Recherche en Agriculture Biologique », groupement de professionnels de l'agriculture, créer en 1979, pour le développement et la recherche de technique d'agriculture biologique. Ils y ont installé une ferme pilote, cultures biologique, en prairies et vergers.